# Emilio Rodríguez (calciatore)
Miguel Emilio Rodríguez Macías (Santiago de Querétaro, 21 aprile 2003) è un calciatore messicano, attaccante del Celta Vigo B in prestito dal Pachuca.

## Caratteristiche tecniche
Gioca come ala destra.

## Carriera

### Club
Rodríguez è cresciuto nel settore giovanile del Pachuca, dove ha debuttato il 1º luglio 2023 nell'incontro di Liga MX pareggiato 1-1 contro il Mazatlán. Divenuto in breve tempo titolare sulla fascia destra, il 4 febbraio 2024 ha segnato il suo primo gol nel successo per 3-2 contro il Club Tijuana. Il 2 giugno seguente ha segnato una delle tre reti con cui il Pachuca ha sconfitto il Columbus Crew in finale di CONCACAF Champions Cup.
Il 10 luglio 2024 è stato acquistato a titolo definitivo dal Celta Vigo, club della prima divisione spagnola.

### Nazionale
Ha giocato nella nazionale messicana Under-23.

## Statistiche

### Presenze e reti nei club
Statistiche aggiornate al 10 luglio 2024.
| Stagione        | Squadra         | Campionato      | Campionato | Campionato | Coppe nazionali | Coppe nazionali | Coppe nazionali | Coppe continentali | Coppe continentali | Coppe continentali | Altre coppe | Altre coppe | Altre coppe | Totale | Totale | Totale |
| Stagione        | Squadra         | Comp            | Pres       | Reti       | Comp            | Pres            | Reti            | Comp               | Pres               | Reti               | Comp        | Pres        | Reti        | Pres   | Reti   |        |
| --------------- | --------------- | --------------- | ---------- | ---------- | --------------- | --------------- | --------------- | ------------------ | ------------------ | ------------------ | ----------- | ----------- | ----------- | ------ | ------ | ------ |
| 2023-2024       | Pachuca         | LMX             | 34         | 2          | CM              | 0               | 0               | CCC                | 7                  | 2                  | SM+LC       | 1+1         | 0           | 43     | 4      |        |
| Totale carriera | Totale carriera | Totale carriera | 34         | 2          |                 | 0               | 0               |                    | 7                  | 2                  |             | 2           | 0           | 43     | 4      |        |

## Palmarès

### Club

#### Competizioni nazionali
- Campionato messicano: 1

Pachuca: Apertura 2023

#### Competizioni internazionali
- CONCACAF Champions' Cup: 1

Pachuca: 2024